# Extreme Job
Extreme Job (en hangul, 극한직업) es una película surcoreana de comedia y acción dirigida por Lee Byeong-heon, protagonizada por Ryu Seung-ryong, Lee Ha-nee, Jin Seon-kyu, Lee Dong-hwi y Gong Myung. La película fue estrenada el 23 de enero de 2019, y fue un gran éxito de taquilla: en mayo del mismo año se había convertido en la segunda más vista en la historia del cine de Corea del Sur con más de dieciséis millones de espectadores.

## Sinopsis
Después de fracasar en su última misión, a un grupo de detectives de narcóticos liderados por el capitán Ko (Ryu Seung-Yong) se les ofrece una última oportunidad para salvar su carrera. Deberían llevar a cabo una vigilancia encubierta de una banda internacional de narcotraficantes. Su ubicación de vigilancia es un restaurante de pollo. Las cosas parecen funcionar, pero se le informa a Ko que el restaurante pronto cerrará.
Ko y sus colegas deciden comprar el restaurante, pero aún planean usarlo para su operación encubierta. Sin embargo, un adobo de costillas que tienen que improvisar se convierte en un éxito instantáneo, y su restaurante de pollo se vuelve famoso por su comida..

## Reparto
- Ryu Seung-ryong[9][10] como el jefe Go
- Lee Ha-nee[9] como la detective Jang.
- Lee Dong-hwi[9] como el detective Young-ho.
- Jin Seon-kyu[9] como el detective Ma.
- Gong Myung[9][11] como el detective Jae-hoon.

### Secundarios
- Shin Ha-kyun[12][13] como Lee Moo-bae.
- Oh Jung-se[12][13] como Ted Chang.
- Kim Eui-sung como Superintendente de Policía.
- Song Young-kyu como jefe de escuadrón de detectives Choi.
- Heo Joon-suk como Gerente General Jung.
- Kim Ji-young como la esposa del Jefe Go.
- Kim Jong-soo como propietario de restaurante de pollo.[14]
- Yang Hyun-min como Hong Sang-pil.
- Lee Joong-ok como el narcotraficante Hwan-dong.[15]

### Otros personajes
- Tae Won-seok como un miembro de la pandilla de la rama de Ansan
- Han Joon-woo como un detective #1.

## Recepción

### Taquilla
El 25 de enero de 2019, solo después de tres días desde el lanzamiento, Extreme Job superó el millón de espectadores.
Un día después, el 26 de enero de 2019, la película alcanzó un total de 2 millones de espectadores y rompió el récord de película de comedia más rápida en alcanzar la marca de 2 millones, en solo cuatro días. Los anteriores poseedores del récord, Miracle in Cell No. 7 y Miss Granny, tardaron seis días en lograrlo.
A las dos semanas desde su estreno la película finalmente alcanzó un total nacional de 10 millones de entradas, lo que la convierte en la película número 23 en pasar la marca de los 10 millones.
El 10 de febrero, solo en 19 días, Extreme Job se convirtió en la comedia coreana más taquillera de todos los tiempos al llegar a 12,835,396 espectadores, superando el récord anterior de Miracle in Cell No. 7.
Al final superó los 16 millones de espectadores en su país, con una recaudación de más de 123 millones de dólares.

### Recepción crítica
William Schwartz (HanCinema) nota que no hay continuidad en la historia, que es una sucesión de escenas que dan pie a nuevos elementos cómicos, mientras que sí existe esta continuidad en el humor, con llamadas internas de una broma a otra. Pero, en definitiva, la película completa «es menos que la suma de sus partes. Podría elegir casi cualquier tramo individual de siete minutos de esta película y encontrar algunos chistes bastante brillantes. El problema es ir agregando siete minutos a siete minutos a siete minutos y luego..., todo se vuelve un poco agotador [...] una película necesita más que eso para ser un verdadero clásico de la comedia».

## Premios y candidaturas
| Año  | Premio                    | Categoría               | Candidato       | Resultado | Ref.          |
| ---- | ------------------------- | ----------------------- | --------------- | --------- | ------------- |
| 2019 | 55th Baeksang Arts Awards | Mejor actor             | Ryu Seung-ryong | Nominado  | [ 22 ]        |
| 2019 | 55th Baeksang Arts Awards | Mejor actor de reparto  | Jin Seon-kyu    | Nominado  | [ 22 ]        |
| 2019 | 55th Baeksang Arts Awards | Mejor actriz de reparto | Lee Ha-nee      | Nominada  | [ 22 ]        |
| 2019 | 55th Baeksang Arts Awards | Mejor actor revelación  | Gong Myung      | Nominado  | [ 22 ]        |
| 2019 | 55th Baeksang Arts Awards | Mejor guion             | Bae Se-young    | Nominado  | [ 22 ]        |
| 2020 | 56th Grand Bell Awards    | Mejor película          | Extreme job     | Nominada  | [ 23 ] [ 24 ] |
| 2020 | 56th Grand Bell Awards    | Mejor director          | Lee Byeong-heon | Nominado  | [ 23 ] [ 24 ] |
| 2020 | 56th Grand Bell Awards    | Mejor actor de reparto  | Jin Seon-kyu    | Ganador   | [ 23 ] [ 24 ] |
| 2020 | 56th Grand Bell Awards    | Mejor actriz de reparto | Lee Ha-nee      | Nominada  | [ 23 ] [ 24 ] |
| 2020 | 56th Grand Bell Awards    | Mejor actor revelación  | Gong Myung      | Nominado  | [ 23 ] [ 24 ] |
| 2020 | 56th Grand Bell Awards    | Mejor guion             | Bae Se-young    | Nominado  | [ 23 ] [ 24 ] |
| 2020 | 56th Grand Bell Awards    | Mejor montaje           | Nam Na-yeong    | Nominado  | [ 23 ] [ 24 ] |
| 2020 | 56th Grand Bell Awards    | Mejor plan de rodaje    | Lee Jong-suk    | Ganador   | [ 23 ] [ 24 ] |